# SD GUNDAM Online
《SD高達Online》是日本萬代授權韓國Softmax公司开发的3D格鬥网络游戏。駕駛SD GUNDAM化的初代GUNDAM至最新的鋼彈創鬥者系列MS/MA進行戰鬥。《SDGUNDAMOnline》融合了第一人稱射擊遊戲的控制和GUNDAM VS系列的戰力值。
《SDGUNDAMOnline》是一款採部分道具商城制的免费游戏。是韓國首款GUNDAM遊戲，於2007年夏天開始營運，本作陸陸續續於韓、北美、中、日、泰、澳洲、東南亞、台灣等世界各國都有在地化營運。韓國本身則是交由Netmarble运营的，而中國大陸及香港由久游网代理运营，於2008年7月31日进行第一次封测 ，2015年7月26日停止运营；台灣則於2009年3月由紅心辣椒代理公測，並做為最後於2015年7月31日關閉結束營運的伺服器。
由於先天基底設計不好導致遊戲長年經營下累積越來越多問題，玩家也逐日流失導致長年營運赤字欠薪，加上公司欲推出新線上遊戲也疲於和萬代不斷開會談大小版權而因此內部分裂，於是開發團隊另闢新公司「Trinity Games」並與萬代簽約制作新作。於2015年初在泰國官方網站意外流出結束營運資訊，後於2015年2月26日，韓國官方正式公布，將會由開發團隊與萬代推出新網遊「SD Gundam Next Evolution」取代，新作將由日本萬代公司直接營運，在經歷為期5個月封測後於2015年8月27日正式上線。2015年4月28日，由Netmarble發行的韓國伺服器宣布，將在5月29日停止運作，其他各國伺服器也將會關閉或陸續停運，最終，歷時八年的SD GUNDAM Online於7月31日全部伺服器關服結束營運。

## 發展歷史
SD高達Online的遊戲概念，最早可以追溯到1987年的
FC遊戲機戰棋遊戲「SD高達 扭蛋戰士」(SDガンダム　ガチャポン戦士/ SD Gundam Gachapon Senshi )，首創出利用Q版機動戰士的「扭蛋」進行對戰、以及己方與敵方接近時，便會切換至以動作遊戲模式操縱的戰鬥畫面的。礙於紅白機按鍵所限，只能以A、
B、以及A+B切換不同攻擊模式。雖然如此，它亦首開以扭蛋機動戰士為主角的先例。
1992年，超級任天堂推出扭蛋戰士的新作。
首先是因應超級任天堂的操作系統，變成以A、B、X、Y四鍵，控制包括切換招式、以至進行變形的動作模式。四鍵切換無疑令部份武裝較多的機體，武器數量受限制，此系統卻令動作作戰過程中，可以更簡便快捷地進行換招變化。這個改革，即使在扭蛋系列由半戰棋半動作，分裂為朝著完全戰棋化的遊戲「G世紀」(G Generation)系列、以及動作化的SD扭蛋戰爭與SD鋼彈Online，即使操縱用的按鍵數量稍有不同，大致上都離不開四鍵切換的大原則下。
另一個改革，便是首創團隊混戰。「SD高達X」當中，只要我方四機，與敵方四機連接，便可發動四對四對決。作戰時，玩家控制我方其中一機，其餘三部機體則由電腦NPC控制作戰。而SD高達Online當中，玩家只可控制一部機體，並與另外三人組隊作戰，雖然由NPC變成其他玩家，四人小隊的1組合，其實亦再次在遊戲中出現。
SD高達X系列，隨著超級任天堂及GAME GEAR停產，該系列自此結束，取而代之的，是1998年PlayStation的G世紀系列。一直到2005年，任天堂遊戲機「任天堂GameCube」，才再次推出以扭蛋戰士為主角、並包含動作元素的SD高達遊戲「SD高達 扭蛋戰爭」(SDガンダム ガシャポンウォーズ/SD Gundam Gachapon War)，除了繼承以往發展的多人對戰、四鍵切換，扭蛋戰爭更首次加上3D動作對戰模式，同時有掩體、障礙物、以及宇宙無重空間等戰場出現。而且遊戲亦首次支援四人同時對戰。
扭蛋戰爭的多種特色，很大部份都被兩年(2007年)後推出的SD高達Online所沿用。

## 機體設定
- 等級

S、SS、SR、SSR

A、AS、AR

B、BS、BR、BU

C、CS、CR、CU
共分為SS、SR、S、AS、AR、A、BS、BR、BU、B、CS、CR、CU、C十四個字母等級，

S級最高級、C級最低，機體等級高低會影響六圍和武器係數，

R后缀只能由扭蛋抽取、S后缀除少数任务获得外均为合成机、U后缀是特殊噴漆，技能和6圍有调整。
2013年G改革後六圍數據改為可視的只有四圍數據
最初的六圍數據:

機體血量

機體攻擊力

機體防禦力

機體機動能力

必殺技攻擊力
G改革後可視四圍數據:

機體攻擊力

機體防禦力

機體機動能力

機體操作性難度
- 機體/武器屬性

最初時機體屬性分為拳(近距離攻擊型)、剪(中距離攻擊型)、布(遠距離攻擊型), 

武器屬性分為近距離、中距離、遠距離三種

2013年G改革後分為近距離、中距離、遠距離三種
- 強化部件屬性

分為戰鬥型(機體不加裝任何強化部件)、攻擊型、防禦型、機動型、均衡型、任務型
可視四圍數據:

機體攻擊力

機體防禦力

機體機動能力

機體操作性難度
隱藏數據:
機體血量

盾牌血量

盾牌防禦力

盾型技能防禦力
移動速度

格鬥移動速度

推進速度

近距離攻擊推進速度

推進消耗

快速推進消耗

跳躍消耗

二段跳躍消耗
武器攻擊力

近距離攻擊攻擊速度 Dash

武器特效

武器攻擊范圍

武器裝填速度

武器鎖敵距離

武器射程

武器攻擊速度

武器冷卻時間
實彈武器速度

實彈武器濺射范圍

光速武器攻擊范圍

光速武器貫穿能力

會心一擊率

必殺技攻擊力

分擔必殺技傷害率

被攻擊時傷害承受率

被攻擊時必殺技能量積蓄率
2014年4月增設強化部件相剋系統：

攻擊型：剋制防禦型（被防禦型打擊時受到的傷害小幅減少）

防禦型：剋制機動型（被機動型打擊時受到的傷害小幅減少）

機動型：剋制攻擊型（被攻擊型打擊時受到的傷害小幅減少）

平衡型：被以上3種類型機體攻擊時受到的傷害沒有相剋加成作用（包含任務型，戰鬥型）

## 機體六圍
- 攻擊力

增加機體本身的攻擊力，實際傷害還需要加上機體武裝的武器系數
- 機動力

增加機體改變動作狀態時的反應速度，不包含近戰攻擊速度及連續射擊速度，例：行走→衝刺、跳躍落地後→ 
攻擊、衝刺攻擊→回復行走
- 耐久力

增加機體HP
- 防禦力

增加機體的抗打擊能力，降低受到攻擊的傷害量
- 必殺技

增加必殺技的傷害，當機體晉升到士兵等級後，攻擊和受攻擊會獲得SP，SP蓄滿後即可發動
- 推進力

增加機體衝刺的速度，並非增加機體的行走速度

## 爭議
- 由於陸版糟糕的營運(沒啥新手福利加上過高的轉蛋價格)使得遊戲風氣不好讓中國玩家很快的出走，在台版開始營運後由於大量玩家跑到台版，於是後來官方就開始了IP限制不讓玩家流失而引起玩家罵戰，之後陸版也很快的比對台版對遊戲內容進行了調整並進行了重新營運。
- 台版剛推出時曾有過的三大保證：原廠設定(完全比照原廠遊戲設定，絕不修改遊戲設定)、日語配音(遊戲全日文配音)和杜絕外掛，但是玩家反映事與願違。[2][3]